# 142020 Xinghaishiyan
142020 Xinghaishiyan è un asteroide della fascia principale. Scoperto nel 2002, presenta un'orbita caratterizzata da un semiasse maggiore pari a 2,9508400 UA e da un'eccentricità di 0,0672138, inclinata di 1,44391° rispetto all'eclittica.